# Мухаммад Хан Джунеджо
Мухаммад Хан Джунеджо (урду محمد خان جونیجو; 18 серпня 1932 — 16 березня 1993) — пакистанський державний діяч, 10-й прем'єр-міністр Пакистану (1985—1988).

## Життєпис
Походив з сіндських раджпутів, належав до заміндарів роду Хаджи Алішер Шах. Народився у місті Сіндхрі (провінція Сінд) у 1932 році. Він отримав освіту в середній школі Св. Патріка в Карачі, а пізніше закінчив коледж Св. Патріка. Закінчив 1954 року сільськогосподарський університет у м. Гастінгс (Велика Британія). По поверненню у власних маєтках став вирожувати манго сорту сіндхрі.
1954 року приєднався до Мусульманської ліги Пакистану, був обраний мером округу Сангар. У 1962 році його було обрано членом Провінційної Асамблеї Західного Пакистану. У липні 1963 року він був призначений міністром охорони здоров'я у Західному Пакистані. Перебував на цій посаді до 1965 року. У 1965—1969 роках був міністром залізниць.
У 1970 році зблизився з релігійним лідером Пір Пагаро VII. У 1977 році був призначений тимчасовим міністром кабінету міністрів на чолі з прем'єр-міністром Зульфікаром Алі Бхутто. З 1977 по 1979 рік він обіймав посаду міністра залізниці. Після заколоту генерала Зія-уль-Хака Мохаммада відійшов від політичної діяльності, повернувшись на батьківщину.
У січні 1985 року президент Зія-уль-Хак оголосив про проведення загальнонаціональних загальних виборів, які базуватимуться на позапартійності. Джунеджо успішно обирається від виборчого округу Сангар. За підтримки Пір Пагаро VII президент призначив Мухаммад Хана Джунеджо прем'єр-міністром, запросивши сформувати цивільний уряд відповідно до відновлення конституції. Після отримання голосів у парламенті через вотум довіри, Мухаммад Хан Джунеджо зустрівся з президентом Зія-уль-Хаком щодо припинення воєнного стану. Врешті-решт воєнний стан було скасовано, після чого Джунеджо стає також міністром оборони та внутрішніх справ.
Соціальна політика прем'єр-міністра привела до політичної незалежності, коли він був призначений президентом Мусульманської ліги Пакистану. Його політика також включала свободу преси, незважаючи на протидію президента в цьому питанні. Він здобув популярність і значущість завдяки своїй сміливій позиції у відносинах з Зія-уль-Хаком. На економічному фронті він вжив заходів жорсткої економії та врешті-решт зупинив ісламізацію економіки.
У 1986—1987 роках його відносини з президентом почали погіршуватися через спробив втручання у зовнішню політику. У 1987 році Мухаммад Хан Джунеджо надав свою політичну підтримку і зрештою скористався своєю прерогативою, щоб призначити генерал-лейтенанта Мірзу Аслам Бега віце-командувачем армії, незважаючи на те, що президент хотів, щоб цю посаду отримав генерал-лейтенант Захід Алі Акбар.
Прем'єр-міністр уповноважив міністра закордонних справ Якуб Алі Хана ратифікувати Женевські угоди, які дозволили Радянському Союзу відступити з Афганістану. що й було зроблено 14 квітня 1988 року. Цей було здійснено під впливом США. Разом з тим Зія-уль-Хак бажав внести в домовленості умову, за якою пропакистанські моджахеди отримують владу в Кабулі.
29 травня 1988 року Зія-уль-Хак несподівано оголосив про розпуск парламенту, використовуючи 8-му поправку до Конституції. На наступних виборах не зміг переобратися до парламенту. Лише 1990 року він став членом Національних зборів Пакистану. Помер 1993 року через лейкемію, був похований у місті Ісламабад.